# Conquête des îles Banda par les Néerlandais
Le massacre de Banda, également appelée la conquête des Îles Banda par les Néerlandais, est une conquête militaire qui, en 1621, aboutit à l'occupation des îles Banda par la compagnie néerlandaise des Indes orientales, ainsi qu'une sévère perte de population sur ces îles, dont les habitants ont péri des suites de la guerre, par la famine, ainsi que par des massacres et des déportations perpétrées par les conquérants néerlandais. 

## Campagne

### Invasion
La compagnie néerlandaise des Indes orientales (connue sous son acronyme néerlandais, VOC) prend la mer depuis Batavia à la fin des années 1620. La flotte se compose de 19 navires, 1 655 troupes militaires européennes, et 286 auxiliaires asiatiques, dirigés par le gouverneur général des Indes néerlandaises Jan Pieterszoon Coen. Le 21 février 1621, la flotte arrive à Fort Nassau, où elle est renforcée par une garnison de 250 hommes et par 36 navires autochtones.
Après avoir essayé en vain de recruter des Anglais sur les îles proches de Run et d'Ai, Coen envoie des éclaireurs sur le littoral de Lontor, la plus grande des îles Banda. La reconnaissance prend deux jours, au cours desquels certains bateaux reçoivent des coups de canons des habitants locaux. Les éclaireurs trouvent des postes fortifiés le long de la côte sud et dans les collines, et échouent à mettre au jour une tête de pont. Le 7 mars, un petit détachement de la VOC débarque dans l'île, mais est repoussé, l'un d'entre eux meurt et quatre autres sont blessés.
Le 11 mars, Coen ordonne un assaut décisif. Il divise ses forces en plusieurs groupes, qui attaquent différents points de l'île. Les envahisseurs capturent rapidement les principales places fortes, et à la fin de la journée, contrôlent les plaines du nord de l'île et les promontoires du sud. Les défenseurs et les populations locales fuient vers les collines du centre de l'île, avec les forces néerlandaises à leur poursuite. Le soir du 12 mars, les Hollandais occupent l'ensemble de l'île, avec un bilan de 6 morts et 27 blessés.

### Paix temporaire
Après le succès de l’assaut hollandais initial, l'aristocratie de Lontor (orang kaya) cherche la paix. Des cadeaux sont offerts à Coen et toutes les demandes de la VOC sont acceptées. Ils rendent les armes, détruisent les fortifications, et libèrent des otages. Ils promettent de payer la VOC avec une partie de leur récolte, et de vendre le reste exclusivement à la COV à un prix fixe. En échange, les Hollandais acceptent de garantir le droit des indigènes à la liberté individuelle, leur autonomie, et le droit de continuer à pratiquer l'Islam,.

### Reprise des hostilités
Bien que la paix ait été convenue entre l'orang kaya et la VOC, la plupart des habitants de l'île ont fui vers les collines, et commencent à s'engager dans des escarmouches contre les Hollandais. Coen et ses forces répondent par la destruction des villages, et la mise au travail forcé de leurs habitants au profit de la COV.
Le 21 avril, un militaire Néerlandais, obtient, sous la torture, une confession d'un orang kaya selon laquelle les locaux fomentent un complot contre les Hollandais. Coen capture au moins 789 orang kaya et des membres de leurs familles. Il les déporte à Batavia, où certains sont réduits en esclavage,. Il ordonne à ses troupes de balayer l'île et de détruire les villages, afin de forcer la population à se rendre. Au cours des mois suivants, les Hollandais et les autochtones s'engagent dans de violents combats. En raison des destructions causées par les Hollandais, de nombreux défenseurs meurent de faim ou se suicident en sautant de falaises plutôt que de se rendre.
Selon Coen, « environ 2 500 habitants sont morts de faim et de misère ou par l'épée, une bonne partie des femmes et des enfants ont été pris, et pas plus de 300 se sont échappés ». Un autre décompte estime que sur ces îles dont la population initiale était de 15 000 personnes, seules 1 000 ont survécu, dont celles qui ont vécu ou ont fui vers les îles d'Ai et de Run, sous contrôle anglais,. Les chercheurs modernes, dont Willard Hanna et Vincent C. Loth, estiment que 90 % de la population des îles Banda a été tuée, réduite en esclavage, ou déportée au cours de la campagne hollandaise.

## Conséquences
Après la campagne, les Néerlandais contrôlent presque toutes les Îles Banda. Les Anglais évacuent l'île de Run, et n’assurent qu'une présence intermittente sur Nailaka. En 1667, avec le traité de Bréda les Anglais abandonnent officiellement toute revendication sur ces îles.
Les îles ont subi une sévère dépopulation. Seuls environ 1 000 des 15 000 habitants initiaux ont survécu. Pour garder ces îles productives, la COV les a repeuplées, surtout avec des esclaves, capturés en Indonésie, en Inde, sur la côte de la Chine, et placés sous les ordres de planteurs néerlandais (perkeniers). Les autochtones ont également été réduits à l'esclavage, et ont été forcés d'enseigner aux nouveaux arrivants la culture de la noix de muscade et du macis. En raison des maltraitances infligées aux esclaves, la population native des îles Banda chute à une centaine en 1681. 200 esclaves sont importés chaque année pour maintenir une population esclave stable d'environ 4 000 personnes.